# Reizō Fukuhara
Reizō Fukuhara (japanisch 福原 黎三, Fukuhara Reizō; * 2. April 1931 in Higashihiroshima; † 27. Februar 1970) war ein japanischer Fußballspieler und -trainer.

## Nationalmannschaft
1955 debütierte Fukuhara für die japanische Fußballnationalmannschaft. Fukuhara bestritt zwei Länderspiele.